# Kerima
Miriam Charrière, más conocida como Kerima (10 de febrero de 1925 – 1 de julio de 2014) fue una actriz francesa conocida sobre todo por su papel en la película británica de 1951 Outcast of the Islands.  Por motivos publicitarios, se le atribuyeron orígenes exóticos y se llegó a afirmar que era javanesa o argelina.

## Carrera cinematográfica
Outcast of the Islands estaba ambientada en Indonesia y el papel de Kerima era el de una chica nativa. Para el casting, la directora Carol Reed buscaba a alguien "seductora, radiante", "como el alma del país con sus bosques misteriosos". Consideró que ninguna de las actrices disponibles era adecuada para el papel. En una entrevista concedida a Der Spiegel, afirmó haber buscado durante casi un año en Egipto, Singapur y Borneo, haciendo audiciones a "bailarinas, modelos de moda, reinas de belleza" antes de que unos amigos le recomendaran a Kerima, "hija de un árabe muy rico de Argel". Aunque su origen no era indonesio, la publicidad de la película trató de retratarla como una indígena isleña. En Londres, se la citó diciendo: "Vivo la vida de la naturaleza. Cabalgo descalza, camino descalza, nado descalza". Como no tenía experiencia como actriz, su papel era completamente no verbal. Reed nunca utilizó la voz de aficionados o niños en sus películas. Si se hubiera utilizado su voz, se habría notado un acento francés. La publicidad de la película hizo mucho uso de una escena que incluía un beso de 112 segundos de duración. Este "beso maratoniano" fue objeto de una portada de la revista Life. Algunos críticos lo consideraron "chocante", y causó "dificultades" a los censores estadounidenses.
Kerima trabajó en el cine durante los años cincuenta y principios de los sesenta, con directores italianos y estadounidenses como Joseph Mankiewicz y Howard Hawks, y en una ocasión bajo contrato con Dino De Laurentiis. Su último trabajo conocido fue en papeles secundarios en 1972, el último como bailarina del vientre en un episodio de The Adventurer, una serie de televisión británica.

## Etnia
Para dar más publicidad a Kerima y a la película Outcast, el productor ejecutivo de la película, Alexander Korda, creó una imagen de "chica isleña exótica" acorde con su papel. Afirmó que había nacido en Argelia. Una búsqueda de registros de nacimiento en periódicos argelinos realizada alrededor de 2006 no encontró ningún registro de su nacimiento. Se contactó entonces con su esposo, Guy Hamilton, ayudante de dirección de Outcast, y se le preguntó por los antecedentes de Kerima. Confirmó que había nacido en Francia de padres franceses, que era ciudadana francesa y que Korda había creado el nombre artístico de Kerima (que significa "noble" en árabe) y el personaje asociado de una exótica javanesa para promocionar la película.
Su aspecto exótico le permitió interpretar a muchas nacionalidades, entre ellas una egipcia en Land of the Pharaohs, una vietnamita en The Quiet American y una italiana en La Lupa. Además de argelina, también se la ha descrito como "una bella actriz pakistaní", así como italiana, indonesia y tunecina.

## Vida personal
Kerima, de nombre real Miriam Charrière, nació en Toulouse de padres franceses y estudió medicina antes de dedicarse a la actuación. (otra fuente afirma que "vendía joyas en el sur de Francia") A los 23 años, hablaba con fluidez francés, español e italiano. Fue "descubierta" en París por la directora de Outcast of the Islands, Carol Reed.
En enero de 1953, Kerima se casó en secreto con el actor griego Alexis Revidis en Roma; la pareja no hizo público el matrimonio hasta octubre. Más tarde se divorciaron. Su segundo matrimonio fue con Guy Hamilton, que era ayudante de dirección de Outcast of the Islands, después de que se reencontraran muchos años después en Roma. Vivieron en una villa en Andrach, en la isla mediterránea de Mallorca, desde mediados de los años 70. Hamilton falleció en abril de 2016.
Kerima murió en julio de 2014, a la edad de 89 años. Hamilton murió en abril de 2016.

## Portadas de revista
Kerima fue objeto de las siguientes portadas de revistas:
- la edición del 19 de mayo de 1952 de la revista Life.[4][21]
- la edición del 30 de agosto de 1952 de Tempo.[22]
- la edición del 22 de febrero de 1952 de Ciné Télé Revue
- la edición del 19 de enero de 1952 de Picturegoer
- la edición del 24 de enero de 1951 de Der Spiegel[1]
- la edición del 8 de febrero de 1952 de Cinémonde

## Filmografía
- Aissa en Outcast of the Islands, 1951
- The 'She-Wolf' en La lupa (She Wolf), 1953
- Rosario en The Ship of Condemned Women, 1953
- Lola en Fatal Desire (Cavalleria Rusticana), 1953
- Madalena en Tom Toms of Mayumba (Tam Tam Mayumbe) o Native Drums (Mondo Keazunt), 1955
- Queen Nailla en Land of the Pharaohs, 1955
- Lola en I am the Scarlet Pimpernel (Io sono la primula rossa), 1955
- Carola en Goubbiah, My Love, (Goubbiah, mon amour), (Kiss of Fire), 1956
- hermana de Phuong (Miss Hel)[23] en The Quiet American, 1958
- The Warrior and the Slave Girl (La Rivolta dei gladiatori), 1958
- Carmen Herrera en World of Miracles (Il Mondo dei Miracoli), 1959
- Maya en The Night of the Great Attack (La notte del grande assalto), 1959
- Virginia Toriello en Jessica, 1962
- Chica sin nombre en The Love Box, 1972
- Bailarina de vientre en The Adventurer, 1972 (serie de televisión)